# Thibaudia crenulata
Thibaudia crenulata är en ljungväxtart som beskrevs av E. J. Remy. Thibaudia crenulata ingår i släktet Thibaudia och familjen ljungväxter. Inga underarter finns listade i Catalogue of Life.